# سعدون الرعيني
سعدون الرعيني اخر ولاة برشلونة، كانت فترة ولايته بين عامي 792 - 801. تم تعيينه خلفا لمطروح بن سليمان الأعرابي من قبل أمير قرطبة. لكنه في عام 796 قاد ثورة ضد الأمير. وفي أبريل 797 سافر إلى مدينة آخن، وعرض على شارلمان ولاء المدينة مقابل مساعدته ضد قرطبة.